# 辛庆忌

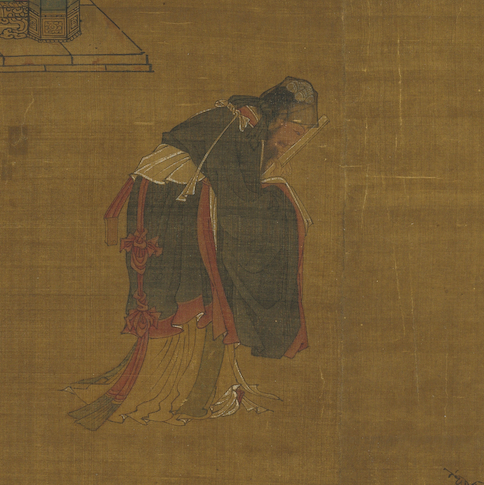
宋代畫作〈折檻圖〉裡的辛慶忌

辛慶忌（？—前12年），字子真，西漢狄道（今甘肅省臨洮縣南）人，他是破羌將軍辛武賢之子。辛慶忌早年隨同常惠率軍前往西域的赤谷城駐兵屯田。甘露二年，辛慶忌因與烏孫的歙侯作戰，陷陣卻敵有功，授官侍郎，遷升校尉。漢元帝時期，辛慶忌補任金城郡長史，被舉薦茂才，又調任郎中車將、騎將，累遷張掖、酒泉太守。漢成帝初年，朝廷徵召辛慶忌為光祿大夫 、執金吾，後拜為左將軍，匈奴、西域諸國敬其威信。元延元年，辛慶忌因年老於任上去世。

## 生平

### 聲名鵲起
辛慶忌年輕時因父親辛武贤的保舉而成為右校丞，跟隨長羅侯常惠在烏孫的赤谷城（今吉爾吉斯伊塞克湖東南）屯田，與烏孫的歙侯交戰，衝鋒陷陣擊破敵軍。常惠向朝廷奏報他的功勞，辛慶忌因此被任命為侍郎，晉升校尉，率領官兵駐紮在焉耆。辛慶忌回國後擔任谒者，這時他的名聲還未廣為流傳。漢元帝初年，補任金城郡长史，被推舉為茂才，升遷郎中車將、騎將，朝廷大臣中有許多人皆器重他。後來辛慶忌轉任校尉，調遷张掖郡太守，又調任酒泉郡太守，所到之處都頗有名氣。

### 因故貶官
汉成帝初年，辛慶忌被徵召擔任光祿大夫，遷升左曹中郎将，官至執金吾。當初辛武賢和赵充国兩人有嫌隙，後來趙充國家族中有人殺了辛家的人，到了辛慶忌做執金吾時，因兒子殺了趙家的人而獲罪，被降職為酒泉郡太守。過了一年多，大將軍王凤舉薦辛慶忌，說他：「先前在張掖、酒泉兩郡任官時功績卓著，應詔入朝後，在所擔任的職位上，沒有人不信賴他的。其品德高尚，仁愛勇敢深得人心。且精通軍事謀略，威嚴莊重，堪稱國家柱石。他的父親破羌將軍辛武賢在前世時名聲顯揚，威震西方各族。臣王鳳的職位不宜久居辛慶忌之上。」於是朝廷又徵召辛慶忌擔任光祿大夫、執金吾。幾年以後，辛慶忌因犯了小罪被貶官為雲中郡太守，後來又被徵召為光祿勳。

### 重得起用
當時汉朝多次出現自然災害與怪異的現象，丞相司直何武上密封奏書說：「虞国因有宫之奇，晋献公便難以入眠，衛青在位，淮南王刘安的反謀不得不暫停。所以有賢人在朝中，就能防範威懾敵人而仰制禍亂，戰勝敵人於無形之中。《司马法》上說：『天下雖然安定，但忘記備戰就必定危險。』將領如果不事先設置，就無法應付突然的事變，士卒平時不加以訓練，戰時就難於和敵人拼命。因此先帝在時，設置列位將軍，由近親大臣在朝內主政，異姓武將在外邊禦敵，所以，奸邪不軌的活動沒有發生就破滅了，這實在是維護萬世安寧的長久之計。光祿勳辛慶忌品行道義高尚，善良正派，溫和沉毅，誠樸寬厚，謀慮深遠。以前在邊郡時，多次破陣擒敵，名聞四方外族。近來許多怪異的事情同時出現，還沒有應驗。加之戰爭很久沒有發生了。《春秋》上說，大亂尚未來臨之前就要防禦，辛慶忌應該要安排在重要官位上，以防備意外事情的發生。」在這之後，朝廷任命辛慶忌為右将军，加諸吏、散騎、給事中官銜，過了一年多，調任為左將軍。

### 國之虎臣
辛慶忌平日生活謙恭簡樸，飲食被褥衣履等服用之物相當節儉，然而其生性喜愛車馬，標識裝飾醒目華麗，這是他唯一的奢侈之處。辛慶忌身為國家勇武的虎將，恰巧遇上昇平治世，匈奴、西域各國親附，敬畏他的威信。元延元年，辛慶忌因年老在任上去世，他的長子辛通任护羌校尉，次子辛遵為函谷关都尉，幼子辛茂由水衡都尉出任郡守，三個兒子皆有將帥的風度。辛氏宗族親屬官至二千石的有十多人。

### 辛氏遭難
元始年間，安漢公王莽把持朝政，看到辛慶忌本是大將軍王鳳所栽培，他的三個兒子又都賢良有才幹，便想親近優待他們。這時王莽剛剛掌權，重用甄豐、甄邯輔助自己，甄豐、甄邯都是新貴，威震朝廷。水衡都尉辛茂自認為是名臣的子孫，兄弟都做官，因此不肯委屈侍奉兩個姓甄的。當時汉平帝年幼，其外祖父衛家不能在京師居住任職，而護羌校尉辛通的長子辛次兄一向跟漢平帝的堂舅衛子伯交好，兩人都豪爽仗義，勇於急人之難，門下賓客甚多。在呂寬事件發生後，王莽誅殺衛家。甄豐、甄邯趁機誣陷辛氏家族暗中與衛子伯結為心腹，有背棄恩義不滿安漢公的陰謀。於是司直陳崇上奏檢舉辛氏家族中的隴西人辛興等欺凌百姓，在州郡作威作福。王莽便立案審查辛通父子、辛遵、辛茂兄弟以及南郡太守辛伯等人，把他們都殺了。辛氏家族從此衰敗。辛慶忌本來是狄道县人，做了将军後，便舉家遷移到昌陵縣，昌陵縣被撤銷後，就留居在長安縣。

## 軼事

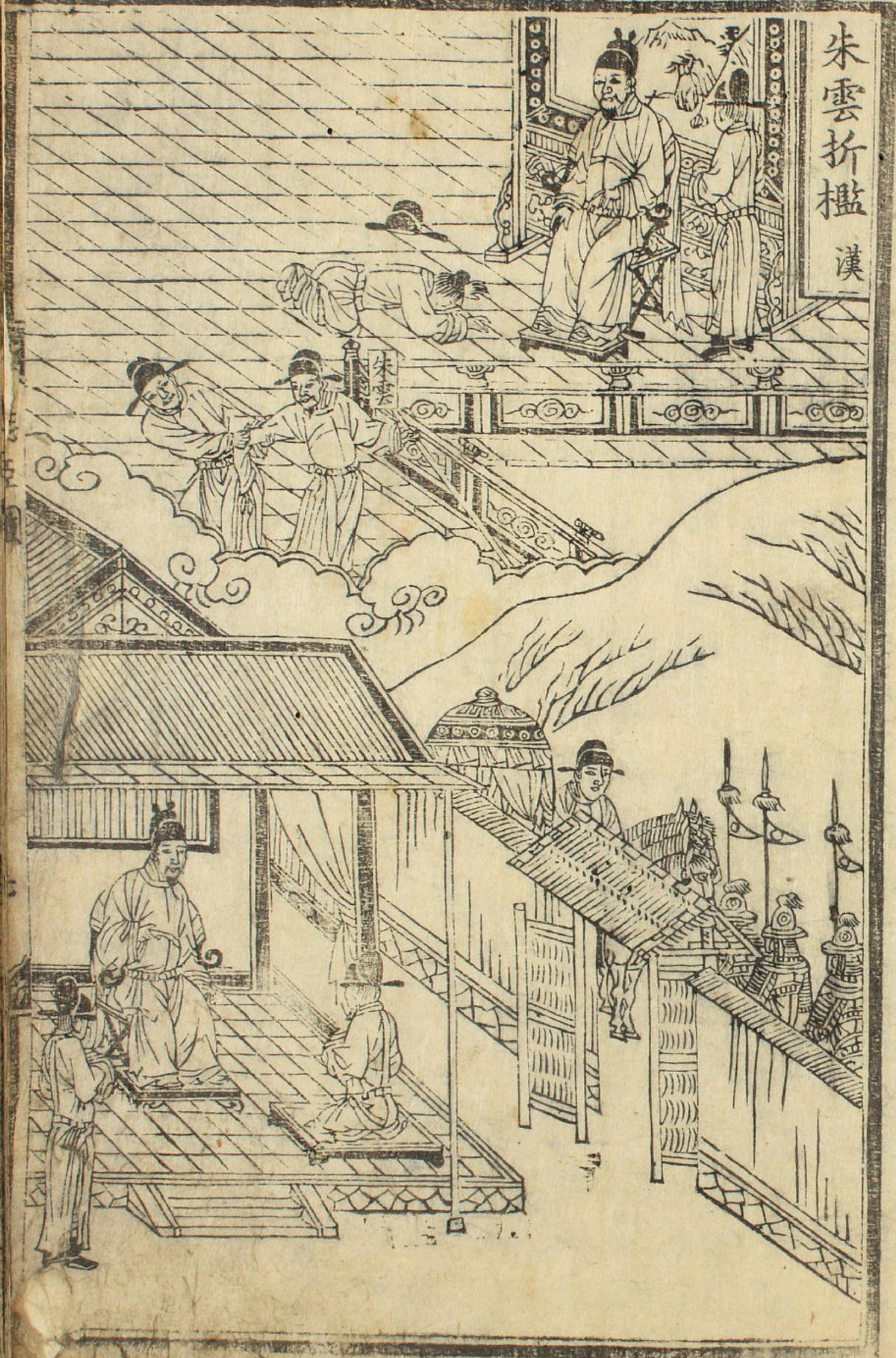
辛慶忌替朱雲求情，使他免於一死

漢成帝年間，前丞相安昌侯張禹因為是皇帝的老師而賜位特進，深受尊寵與敬重。朱雲上書求見漢成帝，公卿大臣都在殿前。朱雲說：「如今朝廷大臣上不能匡扶君主，下不能有益於百姓，都是些居位食祿而不盡職之人，孔子所說『鄙夫不可以讓他侍奉君主』，『只憂懼失掉官位者，什麼事都幹得出來。』希望皇上賜給臣尚方斬馬劍，斬殺佞臣一人，以此激勵其餘的人。」漢成帝問：「你要斬的人是誰？」朱雲回答說：「安昌侯張禹。」漢成帝大怒，說：「小臣居於下位，竟敢誹謗朝廷大臣，在朝廷上辱罵朕的老師，犯下死罪，不能赦免！」御史強拖朱雲下殿，而朱雲則死命攀住殿前的欄杆不走，把欄杆都拽斷了。朱雲大呼道：「臣得以追隨关龙逢、比干遊於九泉之下，已經知足拉！只是不知朝廷誅殺我後名聲會怎樣呢？」御史終於把朱雲帶了下去。
這時左將軍辛慶忌摘掉官帽，解下印綬，在殿下叩頭說：「此人一向以疏狂直率聞名於世。假如他說的話正確，就不應該殺他，假如他說的不對，也應該要寬容他。臣斗膽冒死勸諫。」辛慶忌不住叩頭直到鮮血直流，漢成帝的怒氣漸漸平息，這件事才作罷。到後來要修理被朱雲拉斷的殿前欄杆時，漢成帝說：「不要換新的！把斷裂處補合一下即可，以此表彰直言進諫的臣子」。

## 評價
- 班固：狄道辛武賢、慶忌，皆以勇武顯聞[1]。
- 王應麟：辛慶忌之救朱雲，張萬福之拜陽城，服儒衣冠者，亦可愧矣[4]。
- 黃震：慶忌為吏所在著名，而居處恭儉可謂賢矣，王莽秉政辛氏遂廢，其子孫又皆無負於漢云[5]。

## 家族
- 父辛武贤，汉宣帝時期與趙充國等人出征西羌，官拜破羌將軍、酒泉郡太守[1]。
- 長子辛通 ，任护羌校尉[1]。
- 次子辛遵 ，官至函谷关都尉[1]。
- 幼子辛茂，由水衡都尉出任郡守[1]。
- 孫辛次兄，辛通長子，與汉平帝堂舅衛子伯交情頗佳[1]。

## 延伸閱讀
[在维基数据编辑]
 《漢書·卷069》，出自班固《漢書》